# 尾花かんじ
尾花 かんじ（おばな かんじ、1962年1月20日 - ）は、日本の男性俳優、声優。和歌山県橋本市出身。プロダクション・タンク所属。

## 来歴
大阪工業大学卒業。関西芸術座演劇研究所卒、以前は劇団文化座に所属していた。

## 人物
方言は和歌山弁、関西弁。特技は合気道（二段）、殺陣、乗馬、登山、スキー、水泳、ゴルフ、楽器（ドラム、トランペット、ウッドベース）、料理。資格は普通自動車免許、大型バイク。

## 出演作品

### テレビドラマ
- それぞれの断崖
- ルビコンの決断
- 大河ドラマ
  - 徳川慶喜（1998年） - 通訳
  - どうする家康（2023年）
- 緋の稜線（1998年）
- オヤジぃ。（2000年）
- Friends（2000年）
- 少年たち3（2002年）
- 愛の家〜泣き虫サトと7人の子〜（2003年）
- 新・ミナミの帝王（2010年） - 裏カジノの客
- 幸せになろうよ 第6話（2011年） - ボート貸出所の係員
- 最高の離婚 第4話（2013年） - 初島晴彦
- 孤独のグルメ Season3 第11話 （2013年9月18日、テレビ東京） - 50代夫婦客・夫 役
- 仮面ライダードライブ（2014年）‐ロイミュード048
- ほんとにあった怖い話 「黒い日常」（2015年） - 沢田次春（「丸里食品工業」課長）
- ケイジとケンジ〜所轄と地検の24時〜（2020年） - 藤宮大悟
- 私たちはどうかしている（2020年） - 梅田寛成の父
- 警視庁・捜査一課長 2020（2020年） - 韮崎哲人
- MIU404 第8話（2020年） - 検視官
- 竜の道 二つの顔の復讐者 第6話・最終話（2020年） - キリシマ急便社員
- 監察医 朝顔 第二シーズン（2020年） - 吉野紀夫 役
- 漂着者（2021年） - 大澤本部長 役
- 邪神の天秤 公安分析班（2022年）
- だが、情熱はある 第5話（2023年） - 八百屋の店主 役

### テレビ番組
- 危機一髪!SOS
- 奇跡体験!アンビリバボー
- 偽装を見抜け!!クイズガーセネーター
- 恋のバカヤロー!
- とくダネ!発 GO-ガイ!
- ザ!世界仰天ニュース
- 世界最強の勇者たち
- チーム・スペシャル
- Dのゲキジョー 〜運命のジャッジ〜
- プラチナシート

### 映画
- それでも僕はやっていない（周防正行監督）
- 香港映画「不文大捜査」
- 自主映画「落下距離130センチ」
- グランドマザードラゴン

### Vシネマ
- 実録 昭和博徒侠伝
- 銭牝
- コールドムーン
- 僕の叔母さん

### テレビアニメ
- 宇宙兄弟（2012年、おじい）
- 忍たま乱太郎（2013年 - 2018年、店主）
- 残響のテロル（2014年、藤川）
- となりの関くん（2014年、金将[5]）
- ねじ巻き精霊戦記 天鏡のアルデラミン（2016年、タルカ[6]）
- 名探偵コナン（2017年 - 2025年[7]、花形造園従業員[8]、運転手の男性[9]、大家さん[10]、若林哲三郎[11]、佐久間翔[7]）
- ルパン三世 PART5（2018年、上司B[12]）
- モブサイコ100 II（2019年、依頼人[13]）

### 劇場アニメ
2010年代
- ねらわれた学園（2012年、教頭先生）
- LUPIN THE IIIRD 次元大介の墓標（2014年、マモー）
- 劇場版 はいからさんが通る 後編 〜花の東京大ロマン〜（2018年、医者）
- ANEMONE/交響詩篇エウレカセブン ハイエボリューション（2018年、キャスター）

2020年代
- ジョゼと虎と魚たち（2020年、近藤教授）
- アリスとテレスのまぼろし工場（2023年、見伏市長）
- LUPIN THE IIIRD THE MOVIE 不死身の血族（2025年、マモー）

### ゲーム
- コードギアス 反逆のルルーシュ ロストストーリーズ（2022年）

### 吹き替え

#### 映画（吹き替え）
- アウェイク
- キャプテン・アメリカ:ブレイブ・ニュー・ワールド（クーパー[15]）
- クライ・マッチョ（ポルフィリオ[16]）
- 聖杯たちの騎士（ツァイトリンガー神父〈アーミン・ミューラー＝スタール〉）
- デンジャー・クロース 極限着弾（オリバー・デビッド・ジャクソン准将〈リチャード・ロクスバーグ〉[17]）
- デンジャラス・バディ
- トランスフォーマー/最後の騎士王（ディトレーダー〈スティーヴ・ブシェミ〉）
- 百万長者と結婚する方法（J・D・ハンレー〈ウィリアム・パウエル〉）※テレビ朝日版WOWOW追加収録部分
- ホビット 竜に奪われた王国（パーシー〈ニック・ベイク〉）
- ホビット 決戦のゆくえ（パーシー〈ニック・ベイク〉）
- マンデラ 自由への長い道（ジェイムズ・グレゴリー〈ジェイミー・バートレット〉）
- 楊家将〜烈士七兄弟の伝説〜（潘仁美（〈レオン・カーヤン〉）
- ラッシュ/プライドと友情（ドイツ人医師2）
- LIFE!（ゲリー）※劇場公開版
- レディ・ガイ（オネスト・ジョン〈アンソニー・ラパーリア〉）
- 私にだってなれる! 夢のナレーター単願希望（モー）

#### ドラマ
- iCarly
- ALCATRAZ/アルカトラズ
- アンフォゲッタブル 完全記憶捜査
- クリミナル・マインド7 FBI行動分析課
- ザ・ケープ 漆黒のヒーロー
- SHERLOCK（シャーロック）2
- 製パン王 キム・タック
- ドールハウス
- HAWAII FIVE-0（ハワイアン航空CED）
- 犯罪捜査官 アナ・トラヴィス 孤独な叫び
- 弁護士イーライのふしぎな日常
- ボディ・オブ・プルーフ2 死体の証言
- ミス・マープル4 ポケットにライ麦を（ジェラルド・ライト、バーンズドーフ教授）
- ミディアム 霊能者アリソン・デュボア
- 名探偵ポワロ ビッグ・フォー（スティーブン・ペインター）
- ラスト・リゾート 孤高の戦艦（ジョセフ・プロッサー チーフ〈ロバート・パトリック〉[18]）
- ラブレイン
- 私はラブ・リーガル3

#### アニメ
- ちいさなプリンセス ソフィア（ラルフ）
- ミッキーマウス!

### ボイスオーバー
- 世界の馬上から

### CF
- NTT東日本「フレッツ光」

### VP
- 警視庁
- 国税庁
- ユニクロ

### PV
- 日本相撲協会

### 舞台
- 三婆
- 荷車の歌
- 斬られの仙太
- 反応工程
- イーハトーブの芝居小屋
- 三人姉妹
- ブレイク・ユア・レッグス